# Fritz Dopfer
Fritz Dopfer, né le 24 août 1987 à Innsbruck, est un skieur alpin allemand, vice-champion du monde de slalom en 2015. Il fait sa première apparition en Coupe du monde en octobre 2007 à Sölden et inscrit ses premiers points en janvier 2010 à Kranjska Gora.

## Biographie
Né d'un père allemand et de mère autrichienne, Fritz Dopfer a commencé le ski en compétition pour l'Autriche, disputant notamment les Championnats du monde junior en 2006 et 2007, signant trois top dix, puis a opté pour la nationalité allemande au cours de l'année 2007 durant laquelle il fait ses débuts en Coupe du monde. Ensuite, il participe surtout à des courses de Coupe d'Europe et à quelques manches de Coupe du monde, n'obtenant pas de résultats. En 2011, il est promu dans le groupe de la Coupe du monde et atteint pour la première fois le podium lors du slalom géant de Beaver Creek. Il s'agit du premier podium pour un allemand dans cette discipline depuis janvier 1994. Il prend la septième place du slalom géant et du slalom aux Championnats du monde 2013 à Schladming.
Aux Jeux olympiques d'hiver de 2014, à Sotchi, il échoue à la quatrième place du slalom, tandis qu'il est douzième du slalom géant.
Aux Championnats du monde 2015, à Beaver Creek, il remporte la médaille d'argent du slalom, battu seulement par Jean-Baptiste Grange. En 2014-2015, il connaît aussi sa saison la plus prolifique en slalom, totalisant quatre deuxièmes places : deux en slalom géant à Sölden et Méribel et deux en slalom spécial à Madonna di Campiglio et Adelboden, où il est tout proche du vainqueur Stefano Gross (+ 2 centièmes) et juste devant le troisième Marcel Hirscher (+3 centièmes). L'Allemand goûte pour la dernière et neuvième fois au podium dans la Coupe du monde en janvier 2016 en terminant troisième du slalom de Kitzbühel.
Fritz Dopfer se fracture le tibia en novembre 2016 à l'entraînement et doit renoncer au reste de la saison.
Il prend part aussi aux Jeux olympiques d'hiver de 2018, à Pyeongchang, où il est 26e du slalom géant et 20e du slalom. Incapable de bien récupérer de ses blessures, il décide de prendre sa retraite sportive à l'issue de la saison 2019-2020.
Lors de la saison 2021-2022, il devient commentateur expert des épreuves de Coupe du monde et des Jeux olympiques sur Eurosport.
Il est en couple avec une autre skieuse alpine Lena Dürr.

## Palmarès

### Jeux olympiques d'hiver
| Épreuve / Édition | Sotchi 2014 | Pyeongchang 2018 |
| Slalom géant      | 12e         | 26e              |
| Slalom            | 4e          | 20e              |

### Championnats du monde
| Épreuve / Édition | Garmisch 2011 | Schladming 2013 | Vail - Beaver Creek 2015 |
| Slalom géant      | 15e           | 7e              | -                        |
| Slalom            | 21e           | 7e              | Argent                   |
| Par équipes       | -             | Bronze          | -                        |

### Coupe du monde
- Meilleur classement général : 5e en 2015.
- 9 podiums (4 en slalom géant, 5 en slalom).

#### Classements par saison
| Saison / Classement | Saison / Classement | Général | Général | Descente | Descente | Super G | Super G | Slalom géant | Slalom géant | Slalom | Slalom | Combiné | Combiné |
| ------------------- | ------------------- | ------- | ------- | -------- | -------- | ------- | ------- | ------------ | ------------ | ------ | ------ | ------- | ------- |
| Saison / Classement | Saison / Classement | Class.  | Points  | Class.   | Points   | Class.  | Points  | Class.       | Points       | Class. | Points | Class.  | Points  |
| 2010                | 2010                | 122e    | 14      | -        | -        | -       | -       | 38e          | 14           | -      | -      | -       | -       |
| 2011                | 2011                | 70e     | 111     | -        | -        | -       | -       | 30e          | 49           | 30e    | 62     | -       | -       |
| 2012                | 2012                | 20e     | 518     | -        | -        | -       | -       | 7e           | 231          | 8e     | 287    | -       | -       |
| 2013                | 2013                | 11e     | 490     | -        | -        | -       | -       | 7e           | 308          | 9e     | 182    | -       | -       |
| 2014                | 2014                | 11e     | 503     | -        | -        | -       | -       | 7e           | 230          | 7e     | 273    | -       | -       |
| 2015                | 2015                | 5e      | 797     | -        | -        | -       | -       | 4e           | 346          | 5e     | 451    | -       | -       |
| 2016                | 2016                | 17e     | 483     | -        | -        | -       | -       | 21e          | 144          | 7e     | 339    | -       | -       |
| 2017                | 2017                | 102e    | 36      | -        | -        | -       | -       | 54e          | 4            | 37e    | 32     | -       | -       |
| 2018                | 2018                | 43e     | 162     | -        | -        | -       | -       | 28e          | 47           | 23e    | 115    | -       | -       |
| 2019                | 2019                | 113e    | 26      | -        | -        | -       | -       | 39e          | 22           | 56e    | 4      | -       | -       |
| 2020                | 2020                | 143e    | 10      | -        | -        | -       | -       | -            | -            | 53e    | 10     | -       | -       |

### Coupe d'Europe
- Meilleur classement général : 4e en 2011.
- 3e du classement de slalom géant en 2011.
- 4 podiums.

### Championnats d'Allemagne
- Champion du slalom en 2011, 2013, 2016 et 2018.
- Champion du slalom géant en 2010, 2016 et 2018.